# Chợ Bến Thành
Chợ Bến Thành là một ngôi chợ nằm tại phường Bến Thành, Thành phố Hồ Chí Minh. Chợ được khởi công xây dựng từ năm 1912, hình ảnh đồng hồ ở cửa nam của ngôi chợ này được xem là biểu tượng không chính thức của Thành phố Hồ Chí Minh.
Chợ nằm giữa các đường Phan Bội Châu - Phan Chu Trinh - Lê Thánh Tôn - Công trường Quách Thị Trang tại phường Bến Thành với diện tích 13.056 m². Các ngành hàng kinh doanh chủ yếu ở đây bao gồm: quần áo, vải sợi, giày dép, thời trang, hàng thủ công mỹ nghệ, thực phẩm tươi sống, trái cây, hoa tươi,...
Thời kì đầu của những năm thành lập, chợ Bến Thành đã có từ trước cả khi người Pháp xâm chiếm Gia Định. Ban đầu, vị trí của chợ nằm bên bờ sông Bến Nghé, cạnh một bến sông gần thành Gia Định (bấy giờ là thành Quy, còn gọi là thành Bát Quái). Bến này dùng để cho hành khách vãng lai và quân nhân vào thành, vì vậy mới có tên gọi là Bến Thành, và khu chợ cũng có tên gọi là chợ Bến Thành - tên gọi chính thức vẫn được sử dụng cho đến ngày nay.

## Lịch sử

### Chợ Cũ

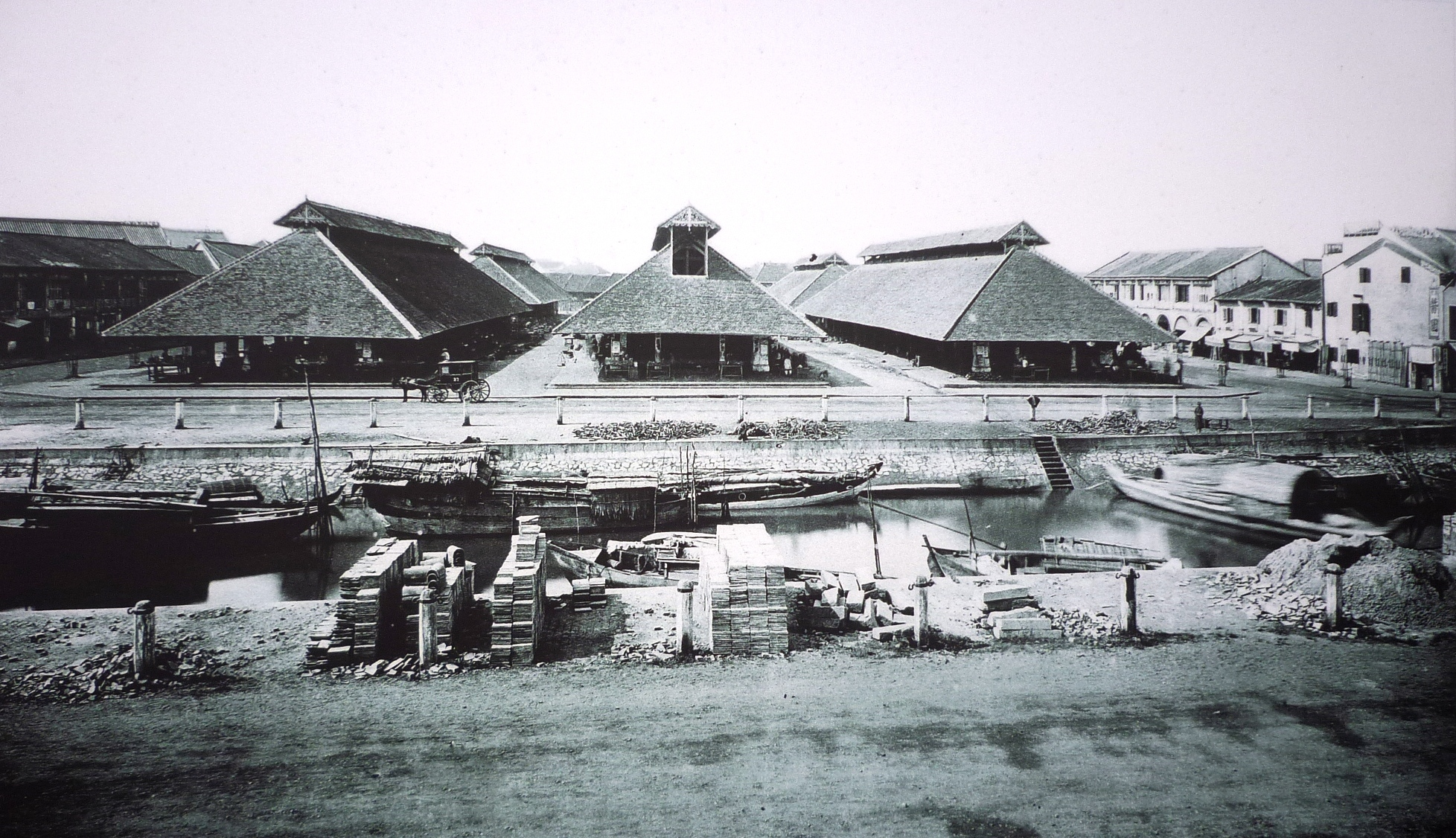
Chợ Bến Thành cũ bên Kinh Lớn, sau là Đại lộ Charner

Chợ Bến Thành thời kỳ đầu được xây bằng gạch, sườn gỗ, lợp tranh, được mô tả như là "phố chợ nhà cửa trù mật" ở dọc theo bến sông. Chỗ đầu bến này có lệ đến đầu mùa xuân gặp ngày tế mạ, có thao diễn thủy binh, nơi bến có đò ngang chở khách buôn ngoài biển lên. Đầu phố phía Bắc là ngòi Sa ngư, có gác cầu ván ngang qua, hai bên nách cầu có dãy phố ngói, tụ tập trăm thứ hàng hóa, dọc bến sông ghe buôn lớn nhỏ đến đậu nối liền". Tuy nhiên, sau cuộc nổi dậy Lê Văn Khôi (1833-1835), thành Quy bị triệt hạ, phố chợ Bến Thành cũng không còn sầm uất như trước.
Trước khi Pháp đánh chiếm Gia Định, khu vực xung quanh thành Gia Định (bấy giờ là Thành Phụng) mới chỉ có 100 ngàn dân và chợ Bến Thành là nơi đông đúc nhất. Cạnh khu chợ, dọc theo bờ sông Bến Nghé, các ghe thương thuyền thường đậu chen chúc nhau, tạo thành một thành phố nổi trên mặt nước. Tuy nhiên, khi ấy khu họp chợ trên bến mới chỉ là một dãy nhà trống lợp ngói. Vào tháng 2 năm 1859, Pháp chiếm thành Gia Định và hai ngày sau, các binh lính người Việt đã tổ chức hỏa công thiêu rụi cả thành phố, tất nhiên chợ Bến Thành cũng bị thiêu hủy. Sau khi đã vững chân trên mảnh đất Nam Kỳ, năm 1860, người Pháp đã cho xây cất lại chợ Bến Thành ở địa điểm cũ (thời Việt Nam Cộng hòa là địa điểm Tổng Ngân khố, nay là Trường đào tạo cán bộ ngân hàng trên đường Nguyễn Huệ). Ngôi chợ được xây cất bằng cột gạch, sườn gỗ, và lợp lá.
Tháng 7 năm 1870, chợ bị cháy mất một gian, phải xây cất lại bằng cột gạch, sườn sắt, lợp bằng ngói, tất cả có năm gian: gian thực phẩm, gian hàng cá, gian hàng thịt, gian hàng ăn uống và gian hàng tạp hóa. Trong năm gian hàng này, chỉ có gian hàng thịt được lợp bằng tôn, nền lót đá xanh.
Thời đó, khu chợ được xây dựng bên bờ phía nam một con kênh, được gọi là Kinh Lớn. Phía trước chợ, dọc bờ kênh là một con đường được người Pháp đặt tên là đường Charner, hay một tên gọi khác là đường Quảng Đông (Rue de Canton), bởi đa số người Hoa làm nghề buôn bán ở đây đều là người Quảng Đông. Phía đối diện bờ kênh là đường Rigaul de Genouilly. Do vị trí nằm giao điểm của khu đô thị và hợp lưu của hai tuyến đường thủy là kênh Lớn và rạch Cầu Sấu (nay là đường Hàm Nghi), ghe thuyền có thể cập bến và đổ người lên chợ bất cứ ở phía bên này hay bên kia. Còn người bên đất liền muốn qua chợ thì có thể đi qua những chiếc cầu gỗ xinh xắn, do đó chợ Bến Thành luôn luôn nhộn nhịp.
Vì lưu lượng hàng hóa vận chuyển tấp nập nên Kinh Lớn dần dần trở nên ô nhiễm nặng khiến người Pháp phải cho lấp kênh đào này. Cuối thập niên 1960, chính quyền thành phố đã cho lấp lại đoạn trên của con kênh (từ đường Lê Thánh Tôn đến đường Mạc Thị Bưởi ngày nay).
Năm 1887, phần còn lại của con kênh được lấp và hai con đường cũ được sáp nhập lại làm một thành đại lộ Charner. Dân bản xứ gọi nôm là đường Kinh Lấp (nay là đường Nguyễn Huệ). Khu chợ càng trở nên đông đúc với các cửa hiệu phần nhiều là của người Hoa, người Ấn Độ và người Pháp.
Tuy nhiên, khoảng giữa năm 1911, ngôi chợ trở nên cũ kỹ và lâm vào tình trạng có thể bị sụp đổ. Để tránh tai họa, người ta phải phá chợ, chỉ còn gian hàng thịt, vì mái tôn nhẹ, nên chưa bị phá. Đồng thời, người Pháp cũng lựa chọn một địa điểm để xây cất một khu chợ mới lớn hơn để phục vụ nhu cầu buôn bán sầm uất ngày càng phát triển. Địa điểm được lựa chọn nằm gần ga xe lửa đi Mỹ Tho (nay là Công ty Vận tải Đường sắt Sài Gòn), tức là địa điểm chợ Bến Thành ngày nay.

### Chợ Mới
Khu vực xây chợ, vốn là một cái ao sình lầy cũ, gọi là ao Bồ Rệt (Marais Boresse), được người Pháp cho lấp đi. Khuôn viên chợ quy hoạch 4 mặt bởi 4 con đường. Mặt tiền là Place Cuniac, tên đặt theo viên Thị trưởng thành phố Sài Gòn (Xã Tây) Cuniac, người đã đề ra công việc lấp ao. Người Việt thì quen gọi đó là Bùng binh Chợ Bến Thành cho dù tên chính thức đã từng đổi là "Công trường Cộng Hòa", "Công trường Diên Hồng", rồi "Quảng trường Quách Thị Trang". Mặt bắc chợ là Rue d'Espagne, phía đông là rue Viénot, và phía tây là rue Schroeder.
Năm 1955, thời Đệ Nhất Cộng hòa Việt Nam, 3 con đường này đổi tên thành đường Lê Thánh Tôn, đường Phan Bội Châu và đường Phan Châu Trinh.
Ngôi chợ mới do hãng thầu Brossard et Maupin khởi công xây dựng từ năm 1912 đến cuối tháng 3 năm 1914 thì hoàn tất. Lễ ăn mừng chợ khánh thành được báo chí thời đó gọi là "Tân Vương Hội", do được diễn ra trong ba ngày 28, 29 và 30 tháng 3 năm 1914, với pháo bông, xe hoa và hơn 100.000 người tham dự, kể cả từ các tỉnh đổ về. Đặc biệt, ngày khai mạc chợ, người ta đã cho tổ chức màn biểu diễn đánh cọp của cô gái tên Võ Thị Vuông, là con của lão võ sư Hai Ất. Trong khi khai hoang lập đồn điền trồng cao su phía bắc tỉnh Thủ Dầu Một, con cọp bị mắc bẫy và được đem về Sài Gòn. Cuộc đấu kéo dài từ sáng sớm và kết thúc lúc chính ngọ, khi con cọp bị người nữ võ sĩ đâm trúng yết hầu.
Năm 1952, nhà thầu tu sửa chợ Bến Thành từ Sài Gòn lên Biên Hòa đặt xưởng mỹ nghệ Biên Hòa làm 12 bức phù điêu, bức lớn có kích thước 2,2 x 1,5 m; bức nhỏ 2,0 x 1,4 m về đặt nơi bốn cửa chợ. Họa sĩ Lê Văn Mậu được giao sáng tác theo đơn đặt hàng, đã được sự giúp đỡ của những người thầy và những nghệ nhân lành nghề tại xưởng mỹ nghệ Biên Hòa như: Sáu Sảnh, Tư Ngô, Hai Sáng, chủ Thạch, anh Tóc... Các bức phù điêu được nung tới độ vật liệu kết dính thành khối. Vào thời kỳ đó hiếm có hóa chất nhập khẩu dùng cho ngành gốm, màu men dùng cho sản phẩm gốm được nghệ nhân pha chế từ nguyên liệu gốc là đồng với nguyên liệu lấy từ thiên nhiên để cho ra một hợp chất theo ý muốn, gọi là "men ta". Còn men nhập cảng gọi là "men tàu", vì chúng được vận chuyển bằng tàu. Dòng sản phẩm gốm Biên Hòa một thời nổi tiếng Đông Dương cũng chính từ cách pha chế truyền thống này. Tuy nhiên do nung bằng củi, lửa trong lò không đều nên màu men trên cùng một sản phẩm có màu sắc đậm nhạt khác nhau tạo nên nét rất hiếm thấy trên các dòng sản phẩm gốm hiện thời. Sau trận lũ lụt Nhâm Thìn (1952), ba ông Phạm Văn Ngà (Ba Ngà), Nguyễn Trí Dạng (Tư Dạng) và Võ Ngọc Hảo được xưởng mỹ nghệ Biên Hòa cử lên Sài Gòn để gắn những bức phù điêu chợ Bến Thành. Mỗi cửa gắn ba bức, một bức lớn ở trên và hai bức nhỏ ở dưới. Tại bốn cửa chợ gắn phù điêu mang biểu tượng: cá đuối với nải chuối (cửa tây), con vịt xiêm với nải chuối (cửa bắc), bò với vịt (cửa đông), đầu bò với cá chép (cửa nam)
Khu chợ mới này vẫn mang tên gọi Bến Thành; tuy nhiên cho đến trước năm 1975 tên gọi chợ Bến Thành này thường chỉ hiện diện trong sách vở, còn người dân thì thường gọi là chợ Sài Gòn hay chợ Mới, để phân biệt chợ Cũ tại điểm cũ, vốn chỉ còn lại gian hàng thịt. Phần còn lại bị phá đi và được người Pháp xây dựng thành cơ quan Ngân khố. Hai con đường bên hông chợ mãi đến năm 1940 còn là bến xe đò miền Đông và miền Tây. Về sau, bến xe này mới được dời đi chỗ khác.
Ngày 1 tháng 7 đến 15 tháng 8 năm 1985, chợ Bến Thành được cải tạo và sửa chữa lớn.

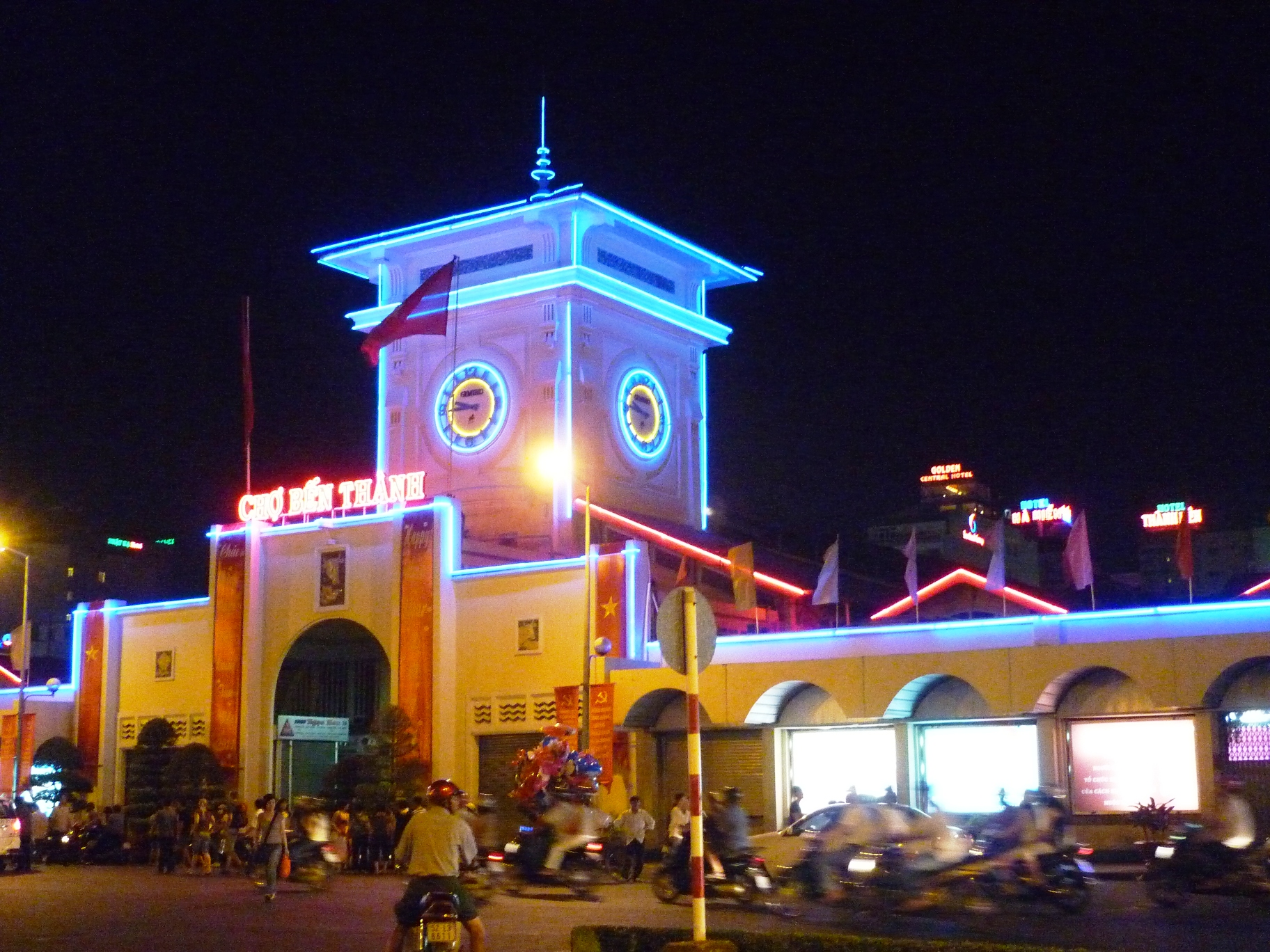
Chợ về đêm
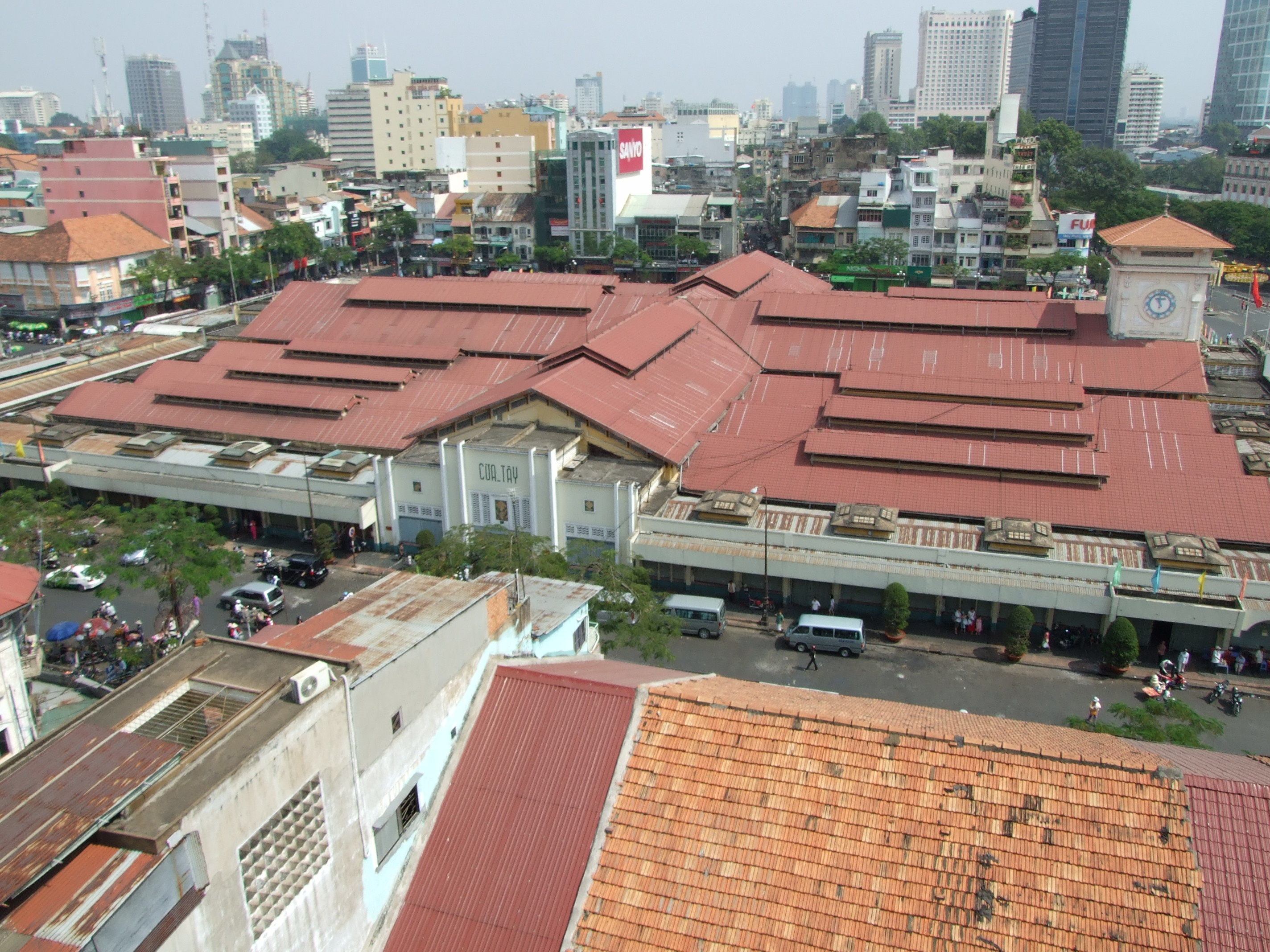
Nhìn tổng thể từ trên xuống
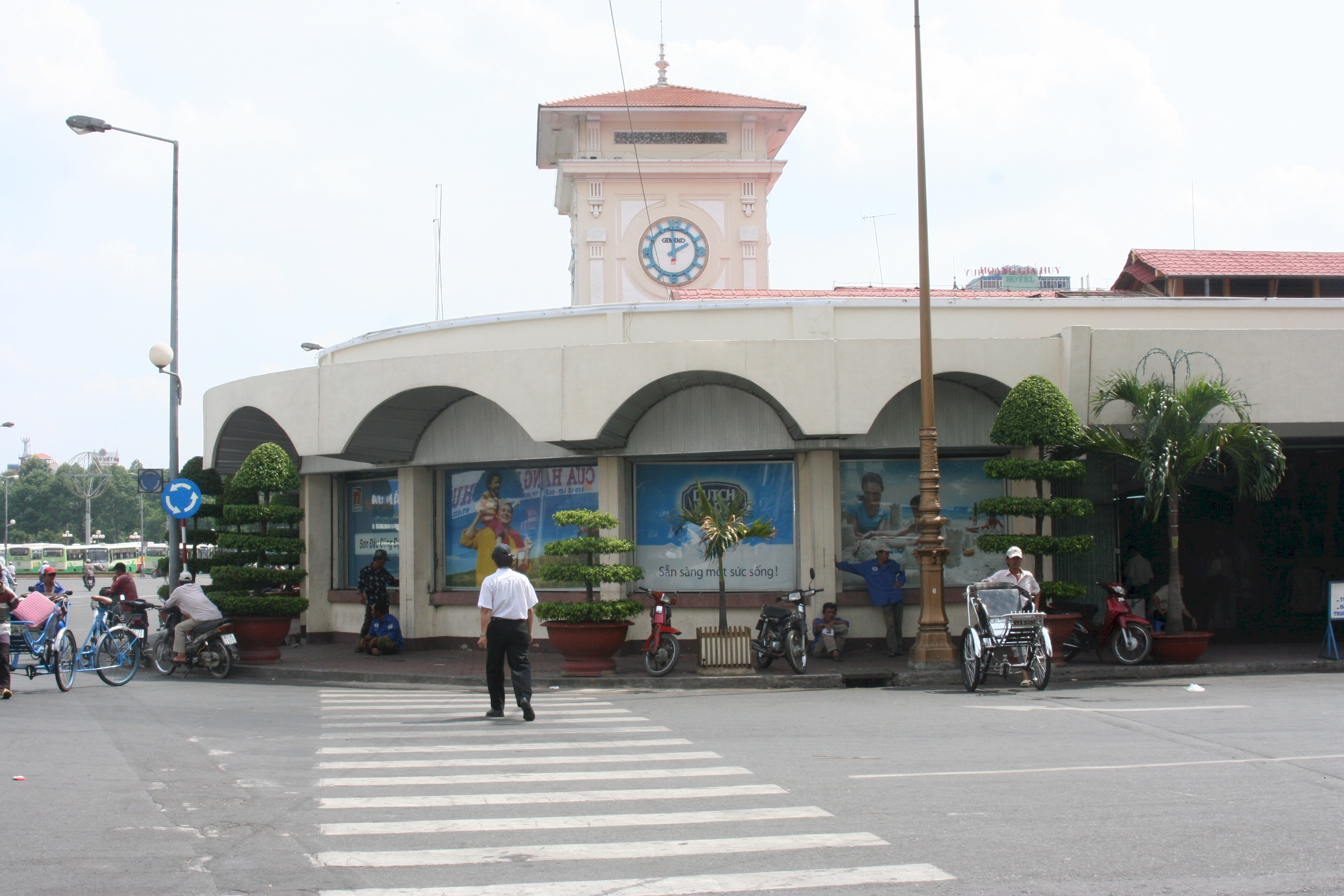
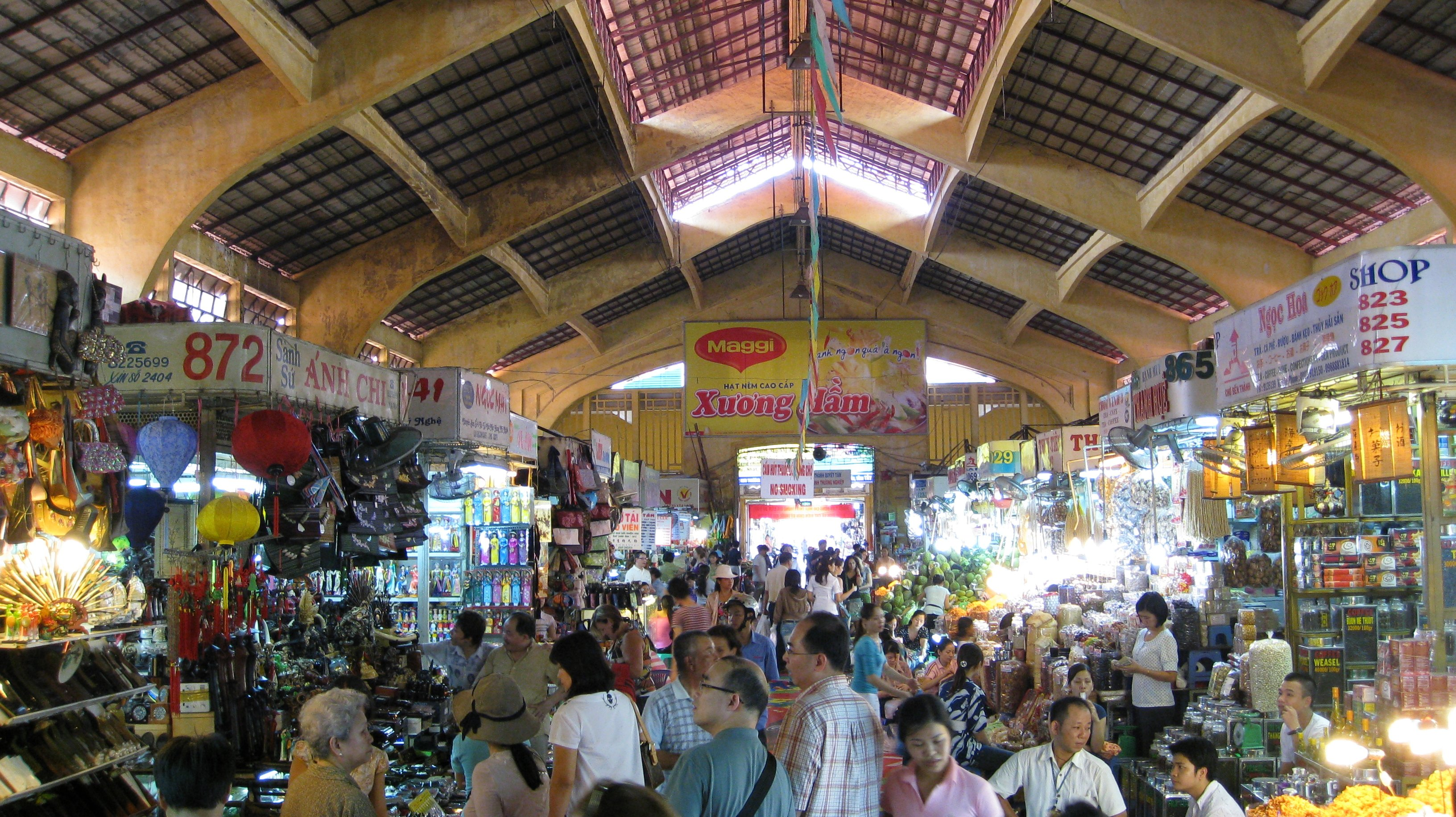
Bên trong chợ
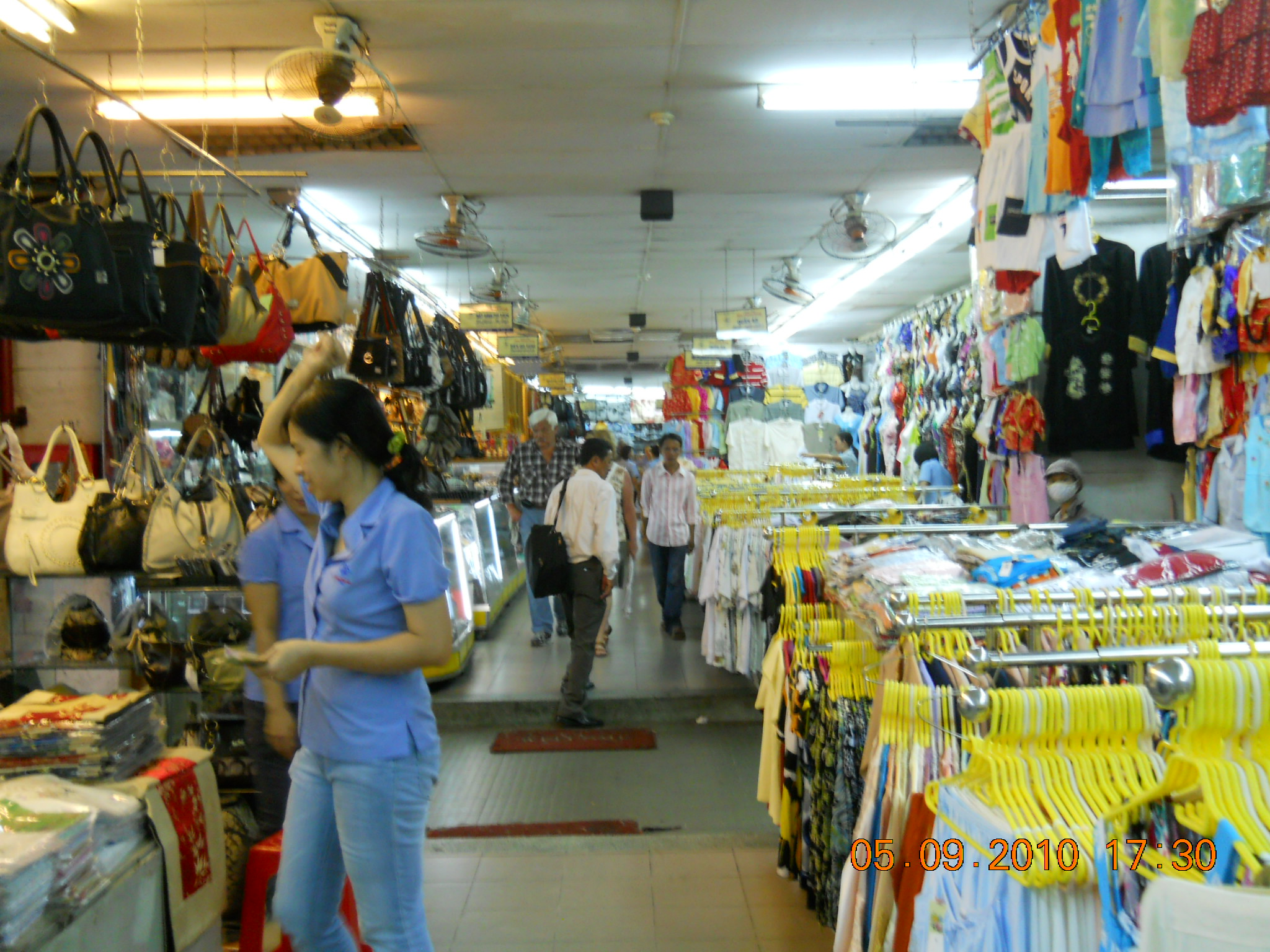
Bên trong chợ
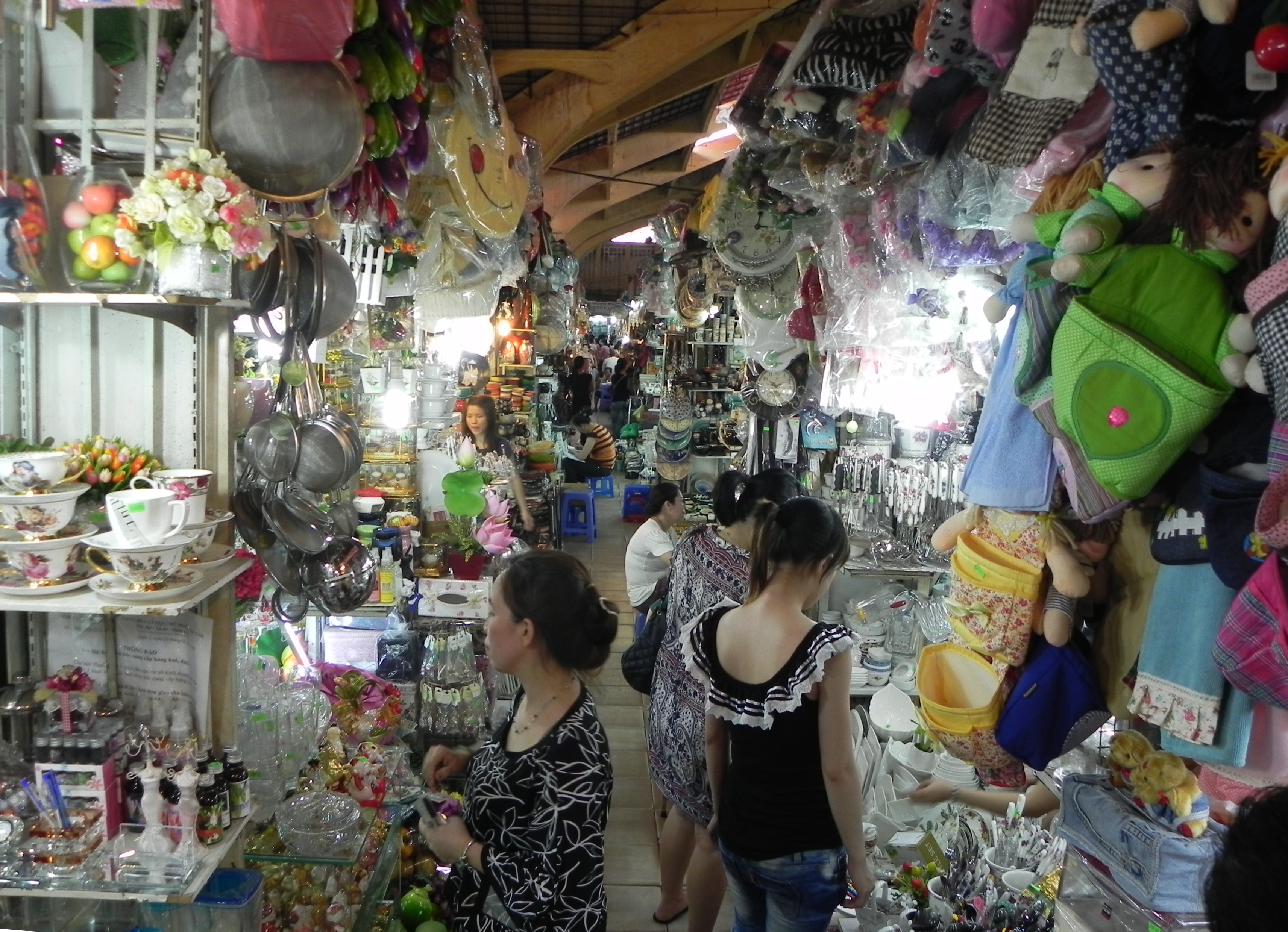
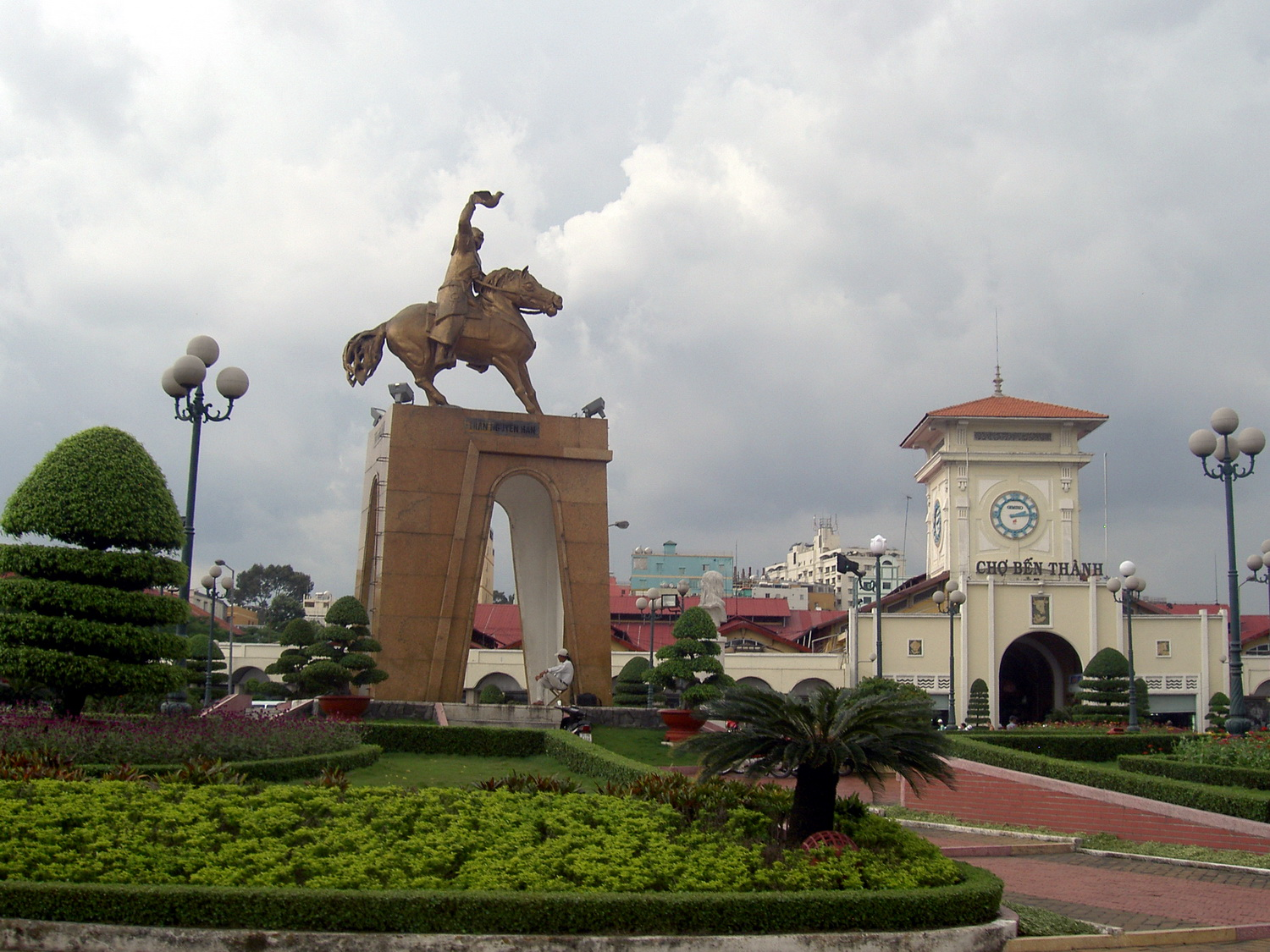
Công trường Quách Thị Trang trước cửa Nam của chợ, với tượng Trần Nguyên Hãn
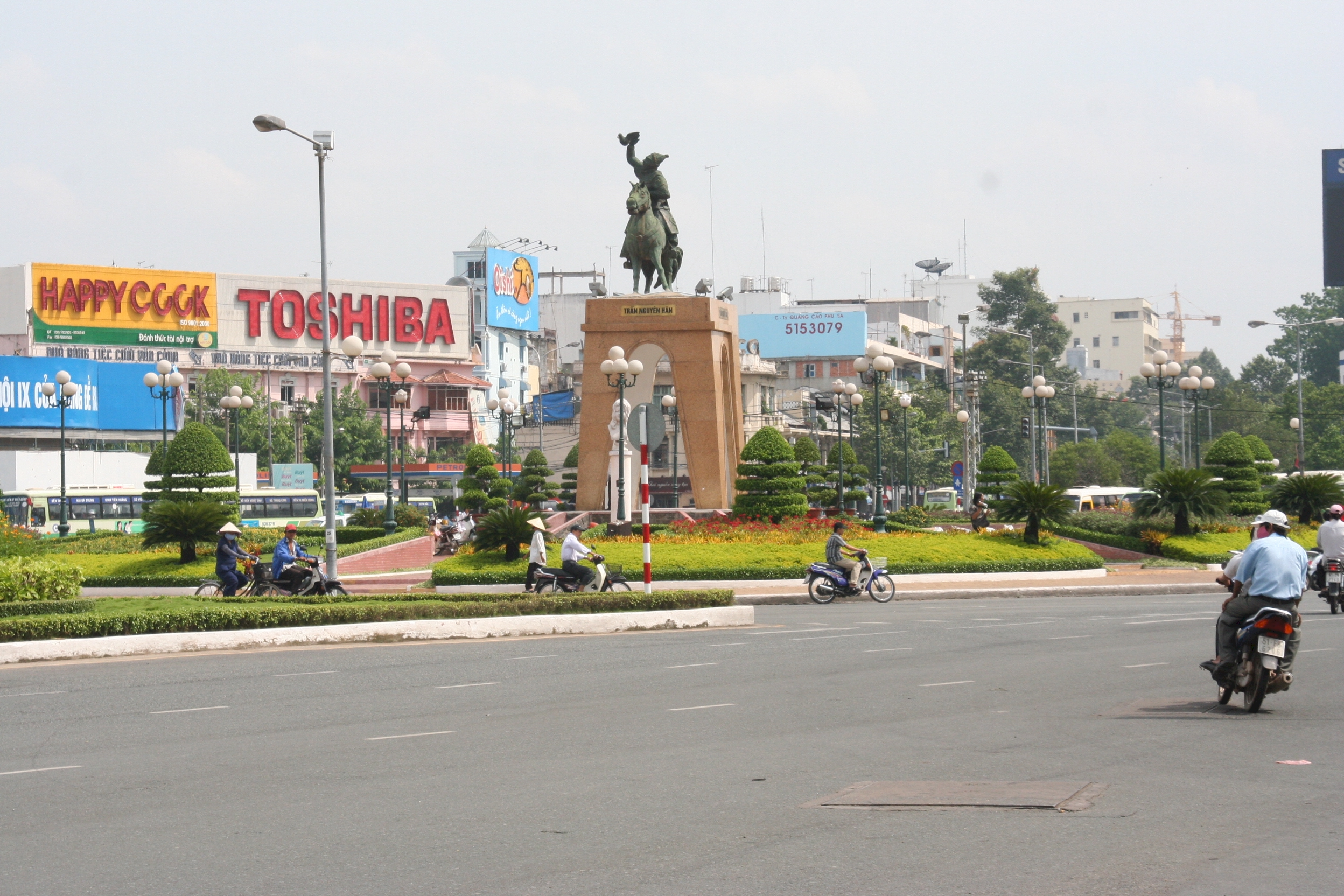